# 케빈 콴

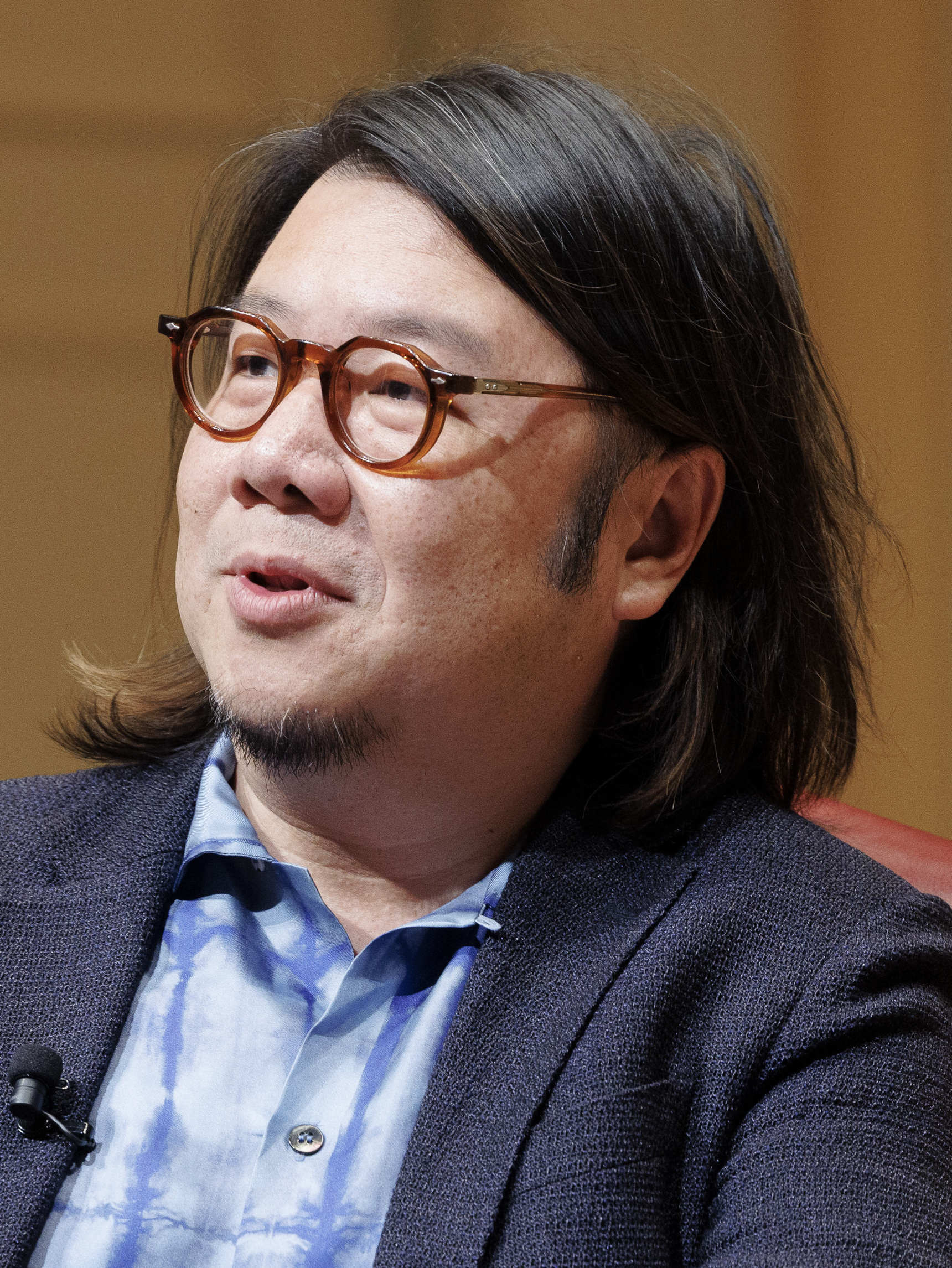

케빈 콴(Kevin Kwan)은 미국의 작가이다. 싱가포르에서 태어나고 11세 때 미국으로 이주했으며, 휴스턴 대학교에서 미디어 연구와 문예 창작을 전공했고 파슨스 디자인 스쿨에서 사진으로 예술 학사 학위를 취득했다. 2000년부터 개인 스튜디오를 열어 뉴욕 타임스, MoMA 등과 다양한 비주얼 프로젝트를 진행했다.
2013년 발표한 《크레이지 리치 아시안》이 데뷔작이며 출간과 동시에 베스트셀러 작가의 반열에 올랐다. 후속작으로 2015년 《차이나 리치 걸프렌드》, 2017년 《리치 피플 프라블럼》을 발표해 3부작을 완성했다. 특히 《크레이지 리치 아시안》은 2018년 존 추 감독, 콘스턴스 우와 헨리 골딩 주연으로 영화화되었다.
2018년 타임 선정 '세계에서 가장 영향력 있는 100인'에 선정되었다.
18세에 미국 시민권을 취득하고 20세에 싱가포르 국적 포기를 신청했지만, 싱가포르의 병역의무를 이행하지 않았기에 거부되었다.

## 저서

### 소설
- Crazy Rich Asians (2013) 《크레이지 리치 아시안》, 이윤진 옮김(열린책들, 2018)
- China Rich Girlfriend (2015)
- Rich People Problems (2017)
- Sex and Vanity (2020)